# أفريكو
افريقوهي بلدة تقع في مقاطعة ريدجو كالابريا في إيطاليا وتبعد 74 كم عن ريدجو كالابريا.

## وصلات خارجية
- Africo, Reggio Calabria, Calabria,Italy - Civil Records 1866 to 1910.